# Rue des Petites-Écuries
Rue des Petites-Écuries är en gata i Quartier de la Porte-Saint-Denis i Paris 10:e arrondissement. Rue des Petites-Écuries, som börjar vid Rue du Faubourg-Saint-Denis 71 och slutar vid Rue du Faubourg-Poissonnière 42, är uppkallad efter det kungliga stallet (franska écurie), vilket i slutet av 1700-talet var beläget i hörnet av Rue des Petites-Écuries och Rue du Faubourg-Saint-Denis.

## Omgivningar
- Saint-Eugène-Sainte-Cécile
- Conservatoire national supérieur de musique et de danse de Paris
- Notre-Dame de Bonne-Nouvelle
- Boulevard de Bonne-Nouvelle
- Saint-Laurent
- Rue Gabriel-Laumain
- Rue d'Enghien

## Bilder
| - Atlant vid Rue des Petites-Écuries nummer 48. - Saint-Eugène-Sainte-Cécile. - Notre-Dame-de-Bonne-Nouvelle. - Hôtel Mignon vid Rue Gabriel-Laumain. |

## Kommunikationer
- Tunnelbana – linje  – Château d'Eau
- Tunnelbana – linjerna   – Bonne-Nouvelle
- Busshållplats Petites-Écuries – Paris bussnät, linje 39

### Webbkällor
- ”Rue des Petites-Écuries”. Mairie de Paris. http://www.v2asp.paris.fr/commun/v2asp/v2/nomenclature_voies/Voieactu/7283.nom.htm. Läst 1 april 2021.
- ”Rue des Petites-Écuries”. Les rues de Paris. https://www.parisrues.com/rues10/paris-10-rue-des-petites-ecuries.html. Läst 1 april 2021.